# Hanstedt (Harburg)
Pour les articles homonymes, voir Hanstedt.
Hanstedt est une municipalité allemande du land de Basse-Saxe, située dans l'arrondissement de Harburg.
Sur le territoire de la commune se trouve le parc animalier de la lande de Lunebourg.